# Campionati europei di canoa slalom 2000
I Campionati europei di canoa slalom 2000 sono stati la 3ª edizione della competizione continentale. Si sono svolti a Mezzana, in Italia, il 24 e il 25 giugno 2000. Gli atleti hanno preso parte a 8 eventi in totale, ma solo 7 di essi sono stati premiati con medaglie. L'evento a squadre C2 ha visto la partecipazione di sole 3 squadre, e poiché una gara, deve avere almeno 5 partecipanti per poter essere considerata un evento valevole di medaglia, non vi sono stati premiati.

## Medagliere
| Pos.   | Paese      | Oro | Argento | Bronzo | Totale |
| ------ | ---------- | --- | ------- | ------ | ------ |
| 1      | Slovacchia | 3   | 1       | 0      | 4      |
| 2      | Italia     | 2   | 0       | 0      | 2      |
| 3      | Rep. Ceca  | 1   | 2       | 2      | 5      |
| 4      | Francia    | 1   | 2       | 1      | 4      |
| 5      | Germania   | 0   | 1       | 1      | 2      |
| 6      | Slovenia   | 0   | 1       | 0      | 1      |
| 7      | Svizzera   | 0   | 0       | 1      | 1      |
| 7      | Polonia    | 0   | 0       | 1      | 1      |
| 7      | Spagna     | 0   | 0       | 1      | 1      |
| Totale | Totale     | 7   | 7       | 7      | 21     |

## Podi

### Uomini
| Evento                                       | Oro                                                                                       | Punti  | Argento                                                                                               | Punti  | Bronzo                                                                                                   | Punti  |
| Canoa C-1                                    | Tony Estanguet                                                                            | 226,90 | Juraj Minčík                                                                                          | 227,47 | Lukáš Pollert                                                                                            | 228,07 |
| Canoa C-1 a squadre                          | Slovacchia Michal Martikán Dušan Ovčarík Juraj Minčík                                     | 130,09 | Rep. Ceca Přemysl Vlk Lukáš Pollert Tomáš Indruch                                                     | 133,43 | Spagna Jordi Sangrá Gibert Jon Ergüín Jordi Domenjó                                                      | 134,33 |
| Canoa C-2                                    | Slovacchia Pavol Hochschorner Peter Hochschorner                                          | 233,96 | Francia Frank Adisson Wilfrid Forgues                                                                 | 235,39 | Polonia Krzysztof Kołomański Michał Staniszewski                                                         | 235,85 |
| Canoa C-2 a squadre (medaglie non assegnate) | Germania Kai Walter / Frank Henze Kay Simon / Robby Simon Michael Senft / André Ehrenberg | 139,00 | Slovacchia Ľuboš Šoška / Peter Šoška Roman Štrba / Roman Vajs Pavol Hochschorner / Peter Hochschorner | 139,18 | Rep. Ceca Jaroslav Volf / Ondřej Štěpánek Jaroslav Pospíšil / Jaroslav Pollert Marek Jiras / Tomáš Máder | 140,03 |
| Kayak K-1                                    | Pierpaolo Ferrazzi                                                                        | 216,13 | Thomas Becker                                                                                         | 216,44 | Laurent Burtz                                                                                            | 217,09 |
| Kayak K-1 a squadre                          | Italia Pierpaolo Ferrazzi Enrico Lazzarotto Matteo Pontarollo                             | 122,77 | Slovenia Dejan Kralj Fedja Marušič Miha Terdič                                                        | 122,81 | Svizzera Mathias Röthenmund Michael Kurt Beat Mosimann                                                   | 124,50 |

### Donne
| Evento              | Oro                                                            | Punti  | Argento                                                        | Punti  | Bronzo                                       | Punti  |
| Kayak K-1           | Štěpánka Hilgertová                                            | 236,83 | Brigitte Guibal                                                | 237,65 | Irena Pavelková                              | 238,93 |
| Kayak K-1 a squadre | Slovacchia Elena Kaliská Gabriela Stacherová Gabriela Brosková | 140,91 | Rep. Ceca Štěpánka Hilgertová Irena Pavelková Marcela Sadilová | 141,30 | Germania Susanne Hirt Evi Huss Mandy Planert | 142,55 |